# Dígaselo con Valium
Dígaselo con Valium es una obra de teatro de José Luis Alonso de Santos, estrenada en 1993.

## Argumento
La obra presenta la convivencia de un matrimonio acomodado que ha conseguido labrarse el éxito y la reputación social. Inesperadamente, sin embargo, reciben la visita de unos parientes menos afortunados en la pirámide social, que trastocarán su modo de vida de forma muy inoportuna.

## Estreno
En el Puerto de Santa María (Cádiz).
- Dirección: Gerardo Malla.
- Escenografía: Mario Bernedo.
- Intérpretes: Diana Peñalver (Gracia), Jesús Puente (Jano), Mónica Cano (Chor), Tina Sáinz (Sole), Javier Cámara (Inspector), Andoni Gracia (Subinspector).